# Clover Creek Bridge
Le Clover Creek Bridge est un pont en arc dans le comté de Tulare, en Californie, dans le sud-ouest des États-Unis. Protégé au sein du parc national de Sequoia, ce pont routier construit en pierre naturelle dans le style rustique du National Park Service est une propriété contributrice au district historique dit « Generals' Highway Stone Bridges », lequel est inscrit au Registre national des lieux historiques depuis le 13 septembre 1978.